# Georges Hüe
Georges Adolphe Hüe (ur. 6 maja 1858 w Wersalu, zm. 7 czerwca 1948 w Paryżu) – francuski kompozytor.

## Życiorys
Pochodził z rodziny architektów. Jako dziecko uczył się od matki gry na fortepianie, następnie był uczniem Émile’a Paladilhe’a (kontrapunkt i fuga). Studiował w Konserwatorium Paryskim u Napoléona-Henri Rebera (kompozycja) i Césara Francka (organy). W 1879 roku zdobył Prix de Rome za kantatę Médée. W 1881 roku jego opera Les Pantins została nagrodzona Prix Cressent. W 1886 roku legendą symfoniczną Le Chant de la Cloche rywalizował z Vincentem d’Indy’m o nagrodę miasta Paryża, uzyskując II lokatę. Wiele podróżował, odwiedził Afrykę, Azję, Amerykę Północną i Spitsbergen. W 1922 roku został członkiem Académie des Beaux Arts na miejsce Camille’a Saint-Saënsa.

## Wybrane kompozycje
(na podstawie materiałów źródłowych)

### Utwory orkiestrowe
- Le Berger na skrzypce i orkiestrę (1893)
- Thème varié na altówkę i orkiestrę (1907)
- poemat symfoniczny Emotions (1918)

### Utwory wokalno-instrumentalne
- Rübezahl na głosy solowe, chór i orkiestrę (1886)
- Résurrection na sopran, chór i orkiestrę (1892)

### Dzieła sceniczne
- opera komiczna Les Pantins (wyst. Paryż 1881)
- opera Le Roi de Paris (wyst. Paryż 1901)
- opera Titania (wyst. Paryż 1903)
- opera Le miracle (wyst. Paryż 1910)
- opera Dans l’ombre de la cathédrale (wyst. Paryż 1921)
- balet-pantomima Siang-Sin (wyst. Paryż 1924)
- komedia muzyczna Riquet à la houppe (wyst. Paryż 1928)